# Интернациональная готика
Интернациональная готика (нем. Die Internationale Gotik; фр. gothicité universelle) — стилевое течение в искусстве готики в поздний период, в основном в Бургундии, Богемии и Северной Италии примерно с 1380-е по 1430-е годы, имевшее интернациональный характер.

## Стиль
Стиль интернациональной готики культивировали при дворах королей многих стран Западной Европы: Нидерландов, Франции, Англии, Германии, Италии. Отсюда ещё одно название: (нем. Höfischen Gotik — придворная готика). "Этот стиль связан с рыцарской этикой, придворной куртуазной культурой, культом Прекрасной Дамы, романтическими настроениями идеализации уходящего в прошлое Средневековья. Стиль интернациональной готики был пассеистским, ретроспективным и развивался параллельно с проторенессансом и началом ренессансных тенденций в искусстве Италии XIV—XV веков.
Отличительные черты живописи интернациональной готики: красочность, изысканность и декоративность, экзальтированность, утончённость. Как завершающий этап развития стиля, он отличается чертами маньеризма: экспрессивностью форм, остротой, графичностью и гротеском. Золотые фоны, пренебрежение пространственной глубиной, плоскостность, изысканная пластика линий, отсутствие свето-воздушной среды и прочие черты средневекового искусства сочетаются при этом с виртуозностью техники, тщательностью в разработке деталей костюма и интерьера, проработанностью драпировок, лиц. В архитектуре стилевой разновидностью интернациональной готики является «пламенеющая готика».

## История термина
Термин «интернациональная готика» в 1890-х годах предложили многие историки искусства, среди них Луи Куражо (Франция) и Юлиус фон Шлоссер (Австрия). Однако широко использовать его стали только в 1960—1970-х годах. До этого чаще применяли термин «поздняя готика» (Spätgotik) , как например Корнелиус Гурлитт в книге «Искусство и художник накануне Реформации», 1890), а также «особенная готика» (Sondergotik), относившийся к немецкой готике 1350—1550 годов. С 1960—1970-х годов «поздней готикой» решено наименовать готику после 1430 года, а предыдущий период — называть «интернациональной».
Другие названия, использовавшиеся историками искусства: «Придворная готика» (Hofischen Gotik, art courtois), «космополитическое искусство» (art cosmopolite). В скульптуре того времени в качестве отдельного стилевого течения выделяли «мягкий стиль» (Weicher Stil).
Дворы: императора Карла IV (Прага), короля Германии и Богемии Вацлава IV (Прага), королей Франции Карла V Мудрого и Карла VI Безумного (Париж), братьев Карла V: Людовика I Анжуйского, Филиппа II, герцога Бургундского (Дижон) и Иоанна, герцога Беррийского и Оверньского; короля Англии Ричарда II, папский двор (Авиньон), герцога Миланского Джан Галлеаццо Висконти (Милан), прочие.

## Отношение к Ренессансу
Хронологически этот стиль предшествует раннему Возрождению, подчас пересекается с ним и, безусловно, оказывает влияние на первых мастеров нового искусства. Особенно сильным влияние готики оказывается на территориях Северного Возрождения: для произведений нидерландских и немецких художников её достижения всё ещё будут оставаться очень важными, в то время, как Италия уже будет вся охвачена изучением античного классического наследия.
Хотя в раннее Кватроченто итальянцы всё ещё находились под впечатлением от интернациональной готики — её влияние можно заметить в произведениях Карпаччо, Уччелло, Карло Кривелли и Боттичелли.

## Произведения
Основные виды произведений — алтарные образы, миниатюры манускриптов, шпалеры. Алтарные картины, как правило, писали темперой по деревянным доскам. Распространены золотые фоны и прописи по фигурам золотом. Живописные алтари могли иметь несколько створок (от двух до десятка). Эти вытянутые вертикальные панели имели типичные готические арочные завершения — стрельчатые или с треугольными вимпергами. Рама могла быть украшена орнаментальной резьбой и позолочена. Кроме того, на самой поверхности доски, служащей фоном, мог быть вырезан или сделан из гипса низкий рельеф (например, ветки деревьев, пряди волос, нимбы, шрифт). Эта еле заметная резьба расписывалась, что создавало дополнительный живописный эффект роскоши. В Испании эта форма нашла выражение в ретабло.

## Список художников
(Неполный и непроверенный)

### Италия
Некоторые итальянские мастера работали в стиле, переходном к Ренессансу.
- Микелино да Безоццо
- Якопо Беллини
- Андреа Ванни
- Паоло Венециано
- Аньоло Гадди
- Таддео Гадди
- Джованнино де Грасси

- Витторио Кривелли
- Пьетро Лоренцетти
- Амброджо Лоренцетти
- Мазолино да Паникале
- Симоне Мартини (сиенская школа) +
- Лоренцо Монако +
- Пизанелло +
- Джорджо Скьявоне
- Джентиле да Фабриано +
- Лукино Бельбелло да Павиа
- Стефано да Верона

### Бургундия
- братья Лимбурги +
- Жан де Бомец
- Мельхиор Брудерлам
- Жан Малуэль(дядя братьев Лимбург)+
- Анри Бельшоз +
- Картон, Ангерран
- Герман Шир (работал в Англии), миниатюрист

### Франция
- Мастер Бусико (Jacques Coene ?) (миниатюрист) +
- Мастер Рогана (Master of the Rohan Prayer-book) (миниатюрист) +
- Жан Фуке (живописец)+

### Священная Римская империя
Германия, Богемия (Чехия)
- Конрад фон Зост (Вестфалия)
- Стефан Лохнер
- Мастер Тршебоньского алтаря
- Мастер Бертрам из Гамбурга
- Мастер святой Вероники (Кёльн)
- Мастер Теодерик из Праги
- Мастер Франке
- Нижнерейнский мастер
- Master of the Martyrologium of Gerona (миниатюрист)
- Мастер венского Поклонения
- Master of the Votive Picture of Sankt Lambrecht

### Испания
- Бернат Марторель

## Галерея
- Симоне Мартини, «Благовещение», 1330, Уффици
- Мастер Тржебоньского алтаря, «Тржебоньский алтарь: Воскресение» , 1380—1390, Прага
- Пизанелло, «Портрет Джиневры д'Эсте», 1435—1449, Лувр
- Джентиле да Фабриано, «Поклонение волхвов», 1423, Уффици
- Неизвестный французский мастер, «Уилтонский диптих», правая створка с Мадонной с младенцем и ангелами, 1395—1399, Лондонская национальная галерея
- Лоренцо Монако, «Благовещенье», Галерея Академии, Флоренция, 1410—1415
- Братья Лимбурги, «Великолепный часослов герцога Беррийского», лист с низвержением восставших ангелов, музей Конде, Шантийи